# (133536) Alicewhagel
(133536) Alicewhagel est un astéroïde de la ceinture principale.

## Description
(133536) Alicewhagel est un astéroïde de la ceinture principale. Il fut découvert le 15 octobre 2003 à Sandlot par l'observatoire Sandlot. Il présente une orbite caractérisée par un demi-grand axe de 2,76 UA, une excentricité de 0,15 et une inclinaison de 12,0° par rapport à l'écliptique.

## Compléments